# Gentilly or Not to Be
Pour plus de détails, voir Fiche technique et Distribution.
Gentilly or Not to Be est un film documentaire réalisé par Guylaine Maroist et Éric Ruel des Productions de la ruelle, sorti en 2012. Il s'agit d'une réflexion sur l’état de la centrale nucléaire Gentilly-2 à Bécancour au Québec.

## Synopsis
Le film  Gentilly or Not to Be pose la question suivante aux défenseurs du nucléaire et à ses détracteurs : au-delà des risques d’accidents et de gestion de déchets irradiés, quels sont les impacts du nucléaire sur la santé humaine? Les réalisateurs se demandent aussi s'il est préférable "d'aller de l’avant avec la réfection de Gentilly-2, ou bien profiter de l’occasion pour se tourner vers des sources d’énergie alternatives".
Le film donne la parole aux citoyens qui s’opposent à la réfection de la centrale nucléaire Gentilly-2 notamment au Dr Éric Notebaert, au mathématicien Gordon Edwards et au physicien nucléaire Michel Duguay.
Gentilly or Not to Be reçoit deux prix Gémeaux en 2013 dans les catégories « meilleure recherche » et « meilleur montage ».

## Principaux intervenants
- Dr Michel Duguay: Ingénieur et Physicien nucléaire. Professeur de génie, Université Laval
- Dr Gordon Edwards : Physicien et mathématicien. Professeur de mathématiques, Collège Vanier
- Dr Ian Fairlie : Chimiste et radiobiologiste. Spécialiste des radiations pour le Royaume-Uni et le Parlement européen
- Dr Gilles Grenier : Directeur de Santé publique de la Mauricie et du Centre du Québec
- Guylaine Maroist : Cinéaste documentaire
- Patrick Moore : Membre de Clean and Safe Energy Coalition
- Thomas Mulcair : Ministre de l’Environnement du Québec (2003-2006). Chef du Nouveau Parti Démocrate du Canada (NPD)
- Dr Éric Notebaert : Urgentologue
- Nathalie Normandeau : Ex-Ministre des ressources naturelles
- Maurice Richard : Maire de Bécancour
- Jürgen Trittin : Ministre allemand de l’Environnement et de la Sécurité nucléaire (1998-2005)

## Fiche technique
- Production : Les Productions de la ruelle inc.
- Producteurs : Guylaine Maroist et Eric Ruel
- Réalisateurs : Guylaine Maroist et Eric Ruel
- Directrice de production : Marie-Michèle Tremblay
- Journaliste et scénariste : Guylaine Maroist
- Recherchistes : Guylaine Maroist et Marie-Michèle Tremblay
- Directeur de la photographie : Eric Ruel
- Directeurs photo additionnels : Alain Bisson, Louis-Vincent Blaquière, Étienne Bruyère, Pierre-Fredéric Chénier, Steeve Desrosiers, Alberto Feio
- Preneurs de son : Marcello Delambre, Daniel Ferland, Carl-André Hernandez, Eric Ruel, Marc Tawil
- Monteurs : Martin Gagnon et Eric Ruel
- Création sonore : Eric Ruel et Éric Tessier

## Réception
Selon la journaliste de La Presse, Nathalie Petrowski, le documentaire est un "propos accablant" sur Gentilly-2, "la chronique d’une catastrophe annoncée", conçu "pour secouer, voire choquer le grand public". Le film a suscité une controverse autour des positions du Dr Notebaert qui remet en question la sécurité de Gentilly-2. Les propos du Dr Notebaert ont fait réagir Michael Binder, Président de la Commission canadienne de sûreté nucléaire, qui dénonce ces “inquietudes infondées”. David Suzuki et Karel Mayrand, de la Fondation David Suzuki réagiront par une longue lettre au Devoir “Pourquoi nous appuyons le Dr Notebaert” dans laquelle ils prennent la défense du medecin. De son côté l’Institut national de santé publique du Québec affirme que  le "documentaire Gentilly Or Not To Be aura permis de présenter, du moins en partie, certains des éléments devant être intégrés dans un débat public qui tarde à venir".
Notons qu'Hydro-Québec a annoncé la fermeture définitive de la centrale nucléaire Gentilly à compter du 28 décembre 2012, soit deux mois après la sortie du documentaire.

## Récompenses
- 2013 : prix Gémeaux pour la meilleure recherche : affaires publiques, documentaire toutes catégories : Guylaine Maroist et Marie-Michèle Tremblay[2]
- 2013 : prix Gémeaux pour le meilleur montage : affaires publiques, documentaire - émission : Martin Gagnon et Eric Ruel[2]